# Asterometra anthus
Asterometra anthus is een haarster uit de familie Asterometridae.
De wetenschappelijke naam van de soort werd in 1907 gepubliceerd door Austin Hobart Clark.